# Malthodes lyriformis
Malthodes lyriformis es una especie de coleóptero de la familia Cantharidae.

## Distribución geográfica
Habita en Rusia.